# Crepidotus applanatus
Crepidotus applanatus (Hesler y Smith (1965)) es una especie de hongo del orden Agaricales, de la familia Crepidotaceae, perteneciente al género Crepidotus.

## Características
Es un hongo que se distribuye en América del Norte, su píleo tiene la forma de un pétalo, el cual puede medir hasta 4 centímetros, es aterciopelado, no desarrolla estípite, su color es blanquecino, crece en los tocones de madera y en troncos de madera muerta en los meses de verano y de otoño, no tiene olor y su sabor es suave.